# أميت سيغال
أميت سيغال (مواليد 10 أبريل 1982) صحفي إسرائيلي، وشخصية إذاعية وتلفزيونية. يعمل معلقًا سياسيًا في قناة الأخبار الإسرائيلية 12 (شركة أخبار N١٢) وكاتب عمود سياسي في صحيفة يديعوت أحرونوت. يُعدّ من أكثر الصحفيين تأثيرًا في إسرائيل. ويعمل حاليًا مذيعًا في برنامج "ميت ذا برس" الإسرائيلي إلى جانب بن كاسبيت.

## الحياة المبكرة والتعليم
وُلِد سيغال في حيفا ونشأ في مستوطنة عوفرة الإسرائيلية؛ وهو ابن هاجاي سيغال، الصحفي الإسرائيلي والإرهابي المدان الذي كان جزءًا من التنظيم اليهودي السري.
سيغال خقوق في الجامعة العبرية في القدس، وحاصل على درجة الماجستير في السياسات العامة من كلية لندن الجامعية (UCL). وهو طالب دكتوراه في العلوم السياسية في الجامعة العبرية.

## المسيرة الإعلامية

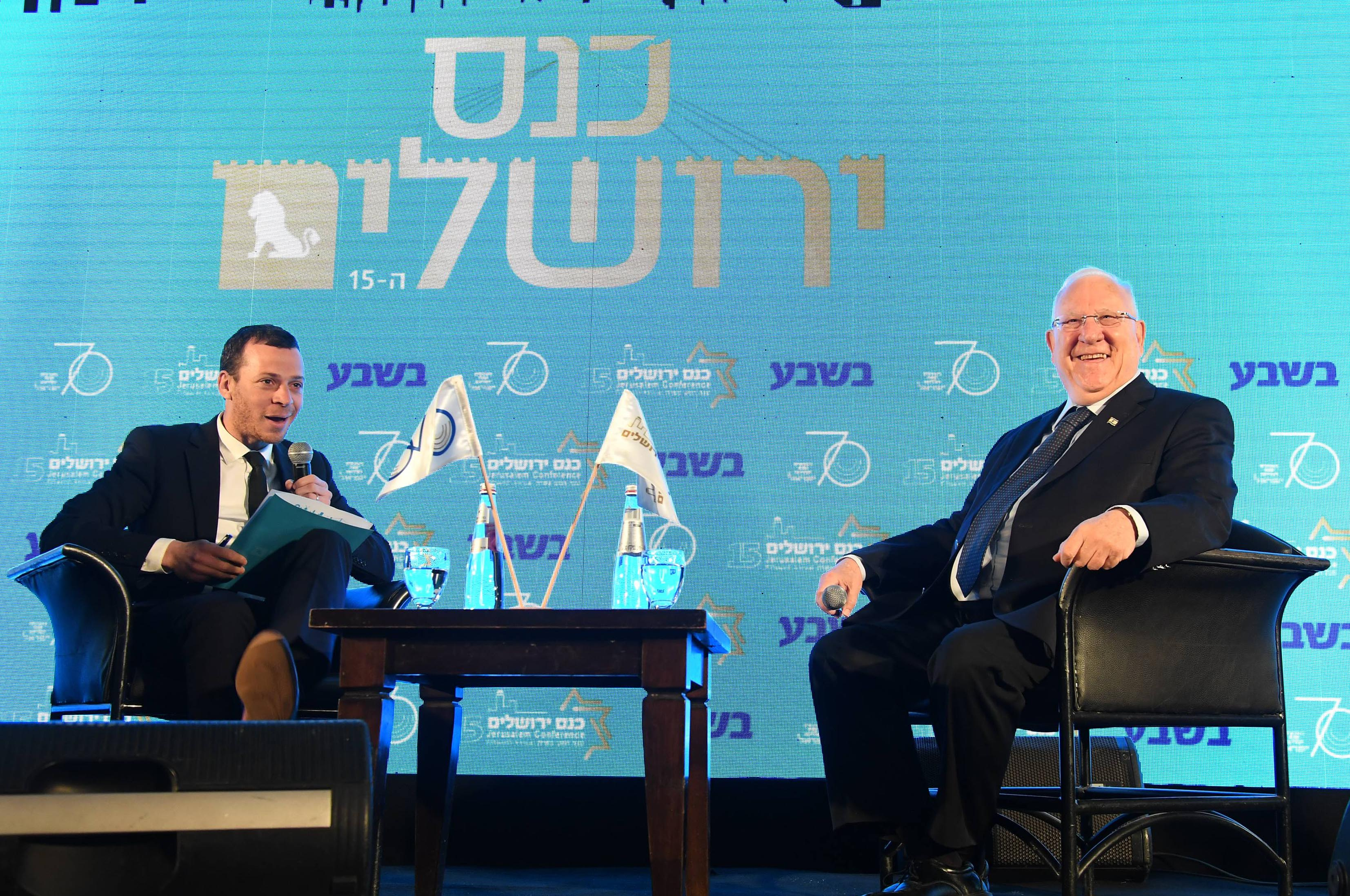
أميت سيغال (يسار) مع الرئيس رؤوفين ريفلين (يمين)

- وفي عام 2007 اختارته صحيفة يديعوت أحرونوت كواحد من أفضل عشرة صحافيين تلفزيونيين في إسرائيل.
- في عام 2008 تم اختياره من قبل مجلة تايم أوت كواحد من أنجح 30 شخصًا في إسرائيل تحت سن 30 عامًا.
- وفي عام 2009 اختارته صحيفة مكور ريشون كأبرز شخصية إعلامية دينية في إسرائيل.
- وفي عام 2012 تم اختياره من قبل صحيفة معاريف كأفضل مراسل برلماني.[5]
- في عام 2012، حصل على جائزة أوميتز لاكتشافه مخالفات في أنشطة العديد من أعضاء الكنيست.[6]
- في عام 2015 فاز بجائزة DIGIT للصحافة الرقمية في إسرائيل.[7]
- في عام 2016 تم اختياره من قبل شركة فيجو كالصحفي الرائد على تويتر.[8]
- في عامي 2019-2020، تم اختياره من قبل مجلة جلوبس باعتباره الصحفي الأكثر تأثيرًا في إسرائيل.[2][9]